# 冊葉一：一與一
《冊葉一：一與一》 是台灣歌手吳青峰的第二張錄音室專輯，上冊由徐千秀擔任製作人，下冊由劉胡軼擔任製作人，於2020年11月13日正式發行，專輯共收錄16首歌曲。專輯上冊含有八首青峰為詩人譜曲的作品，而下冊八首青峰為音樂家填詞的作品。

## 專輯概要

### 製作背景
2004 年迄今，除了樂團和個人的音樂計畫，吳青峰也持續有多種音樂合作的邀約，包括將未發表作品提供給其他歌手演唱、為其他歌手量身填詞作曲，以及影視劇場配樂。在歷來的現場演出當中，吳青峰不時會選唱這些為他人所寫的作品，並往往在樂迷之間引起熱烈討論。
著手整理這些歷年來與他人合作的作品時，吳青峰從中選出格外喜歡的十六首，進而以個人角度詮釋，並經過全新的製作、錄音、編曲和演唱，集結發表為本張雙 CD 專輯。吳青峰與製作人徐千秀、劉胡軼共同發展歌曲樣貌時，都是從「彼此聽完原始 demo 後的直覺感受與想像」為討論的直接依據，過程並不尋找任何範本歌曲或參考曲風。本次作品的所有 Vocal，則全部由吳青峰在自家錄製完成。

### 概念與編排構想
挑選收錄曲目時，吳青峰有意選出讓他聯想到「海洋」之意象和畫面的歌曲。專輯上冊的隱性主題是關於空間的「海」；下冊的隱性主題則是關於時間的「經歷」，如同雙腳踏上陸地，與人相遇、建立關係。當時間與空間兩個軸線交會，即構成立體的「一與一」。

### 專輯視覺與設計概念
專輯設計從字體、選用材質到裝幀，都呼應著「當詞遇到曲」、「一與一」，以及貫穿整張專輯的「海」之意象。將封面的各半打開，可看到不同的風景；光碟放置處則有著海浪與石頭紋路的細節安排。

### 音樂性
在談論到為他人填詞或作曲的創作經驗時，吳青峰曾表示：「先有詞再譜曲，跟先有旋律再填詞，雖然是兩種反向的體驗，但相同的是，不管看到詞，或聽到曲，我仍然是先轉換成這些資訊給我的畫面，再從畫面去轉換成音符或文字。」
吳青峰自承創作方式一向是直覺導向。為他人的曲填詞時，往往是「聽到 demo 想到什麼，就寫什麼」；對他來說，詞語本身也是一種音樂、一種樂器，他所填的詞，正是他聽到原曲時內心相應而生的聲響與韻律。為他人的詞譜曲，則如同為別人的故事譜寫配樂，「像在寫一本海上見聞集」。
上冊八首歌的作詞者，包含徐堰鈴、李格弟、黎煥雄與鴻鴻，本身皆是著名詩人，或擁有劇場創作的背景與豐富經驗。八首歌詞的用語敏銳新鮮、不拘押韻格律、句式自由，也激發了吳青峰的譜曲靈感，逸脫常見曲式的工整架構。
吳青峰在訪談中表示，自己做音樂的過程一向充滿實驗與摸索。儘管在釋出歌曲後，外界談論本張作品時，常著眼於其中的藝術特質，然而本張專輯實際的製作過程，並未刻意設定「實驗、藝術取向」的表現形式。

## 曲目
上冊　全碟作曲：吳青峰（除〈費洛蒙小姐〉作曲為吳青峰、周藍萍）；監製：徐千秀
| 曲序 | 曲目                                                    |        | 编曲   | 备注                                 |
| ---- | ------------------------------------------------------- | ------ | ------ | ------------------------------------ |
| 1.   | 費洛蒙小姐（Ms. Pheromone）                             | 徐堰鈴 | 李端嫻 | 初次發表：舞台劇《踏青去》           |
| 2.   | 我會我會（I Will I Will）                               | 徐堰鈴 |        | 初次發表：舞台劇《踏青去》           |
| 3.   | 沙灘上的佛洛一德                                        | 李格弟 | 徐千秀 | 初次發表：幾米《幸運兒》音樂劇       |
| 4.   | 最難的是相遇（The Hardest Thing of All is Meeting You） | 李格弟 | 鍾承洋 | 初次發表：許茹芸                     |
| 5.   | 阿茲海默（Alzheimer's）                                 | 黎煥雄 | 鍾承洋 | 初次發表：萬芳                       |
| 6.   | 穿牆人（The Man Who Could Walk Through Walls）          | 鴻鴻   | 徐千秀 | 初次發表：路嘉欣                     |
| 7.   | 柔軟（Softly Softly）                                   | 李格弟 | 鍾承洋 | 初次發表：張信哲                     |
| 8.   | 低低星垂（The Stars Hang Low）                          | 李格弟 | 鍾承洋 | 初次發表：幾米《向左走向右走》音樂劇 |

下冊　全碟作詞：吳青峰；監製：劉胡軼
| 曲序 | 曲目                               | 作曲                                          | 编曲           | 製作人        | 备注                                                      |
| ---- | ---------------------------------- | --------------------------------------------- | -------------- | ------------- | --------------------------------------------------------- |
| 1.   | 寧靜海（Sea of Tranquillity）      | 蘇珮卿                                        | Old Laphroaig  | Old Laphroaig | 初次發表：蘇珮卿                                          |
| 2.   | 等（Waiting）                      | 伍家輝                                        | 劉胡軼、楊穎彪 | 劉胡軼        | 初次發表：袁泉                                            |
| 3.   | 年輪說（Murmur of the Tree Rings） | 鄭宇界                                        | 劉胡軼         | 劉胡軼        | 初次發表：楊丞琳                                          |
| 4.   | 困在（Imprisoned）                 | Maximilian Hecker                             | 劉胡軼、楊穎彪 | 劉胡軼        | 初次發表：魏如萱                                          |
| 5.   | 一點點（Bit by bit）               | 林宥嘉                                        | 劉胡軼、楊穎彪 | 劉胡軼        | 初次發表：林宥嘉 (衛視中文台韓劇《沒關係，是一家人》配樂) |
| 6.   | 迷幻（Hallucination）              | Mikko Tamminen、Udo Mechels、Rike Boomgaarden | 劉胡軼、楊穎彪 | 劉胡軼        | 初次發表：蔡依林                                          |
| 7.   | 月亮河（Moon River）               | Henry Mancini、John Mercer                    |                | Old Laphroaig | 初次發表：王加一                                          |
| 8.   | 極光（Aurora）                     | 蔡健雅                                        | 劉胡軼、楊穎彪 | 劉胡軼        | 初次發表：蔡健雅                                          |

#### 曲目介紹
上冊
1. 費洛蒙小姐
為吳青峰首次替人譜曲的作品。〈費洛蒙小姐〉原先為劇場導演徐堰鈴2004年的劇作《踏青去》所寫，歌詞如同劇本的一部份、容納了多個角色的敘事聲音。本次編曲從徐堰鈴在歌詞中的發想延伸，採樣了電影《梁山伯與祝英台》的黃梅調插曲〈十八相送〉，並混合了搖滾元素，建立戲劇張力強烈的情緒表達。[1][6]
2. 我會我會
此首作品跟〈費洛蒙小姐〉同期，皆初次出現於徐堰鈴的劇作《踏青去》（2004）。本次重新演繹，全曲幾乎只由人聲構成，背景合聲特別疊加了帶有科技扭曲感的失真音色，用以表現當代人的情感表達，往往是透過數位媒介「傳輸」；後半移調的和弦，則暗示了傳輸過程必然伴隨的失真現象。[1]本次發行的版本，前半的主旋律為重新譜寫，不同於原始版本。[7]
3. 沙灘上的佛洛一德
寫於2005年，原先為幾米《幸運兒》音樂劇的插曲。製作人徐千秀保留了原始demo中的所有鋼琴旋律線（如顯著的下降半音、半音、裝飾音），以及和弦變化的節奏感（斷點、拍點等等），以此為基礎，發展出了帶有異域感的編曲。[1]
4. 最難的是相遇
寫於2012年，原先為收錄於許茹芸專輯《奇蹟》（2014）的作品。編曲呼應李格弟的詞，營造了如同小船在海面上緩慢航行、隨浪輕輕搖擺的悠緩聽感。[8]
5. 阿茲海默
寫於2012年，原先為收錄於萬芳專輯《原來我們都是愛著的》（2013）的作品。歌詞陳述記憶散失、陷入混亂的主觀狀態，本次在編曲與人聲表現上，皆著意於具體呈現歌手寫曲時即感應到的種種情緒畫面，諸如驚愕、困惑、疲倦、暴烈、記憶片段乍現的甜蜜感等等。[9]
6. 穿牆人
寫於2007年，原先為電影導演鴻鴻第四部長片《穿牆人》（2007）的主題曲，由該片主角路嘉欣演唱。電影作品靈感來自法國小說家馬歇爾埃梅（Marcel Ayme）諷刺人間百態的短篇小說《穿牆人》；與電影同名的詩作，則以戲謔口吻描摹少年成長過程的叛逆不馴。青峰的作曲以脫離調性的上升全音、不斷加速的節奏，搭配中後段的弦樂和saxophone編曲，更為這首作品添上電玩般層層闖關的遊戲感和段落層次。隨著曲式進行、或緊湊或停頓或轉為明朗，聽者彷彿也穿越了一道道聽覺之牆。[10]
7. 柔軟
寫於2012年，原先為收錄於張信哲專輯《還愛》（2015）的作品。吳青峰自承一向喜歡1995至1998年間的台灣流行情歌，〈柔軟〉的作曲就帶有該種情歌的氛圍和印象。[3]
8. 低低星垂
寫於2008年，原先為幾米《向左走向右走》音樂劇最終章的插曲。填寫旋律線時，吳青峰援用了蕭邦〈送葬進行曲〉、拉威爾〈夭折公主的巴望舞曲〉兩首帶有死亡殞滅意涵的作品作為基底，表達出結尾的收束感。人聲配置則從獨唱、二重唱發展到多人合唱，襯著徐緩跌宕的琴音，描繪眾生都不約而同凝望海面上的低垂星夜，既彷彿隨時要見證結束與殞落，也彷彿眺望著未可知的將來。[3][11]

下冊
1. 寧靜海
寫於2016年，原先為收錄於蘇珮卿專輯《我們都是寂寞的》（2017）的作品。「寧靜海」原為天文研究者為月球表面低窪地形的命名；雖然以海命名，事實上月球並沒有水。吳青峰自述，從小就很喜歡「寧靜海」這個名字，一直打算寫一首以此為名的歌。在聽見蘇珮卿的 demo 時，恰好聯想起這三個字，便決定以此作為填詞主題。編曲中融入了海潮、水面下的環境錄音與一段摩斯電碼（解碼後的訊息為「thank you for finding me」），除了對應歌詞意象，也在聽覺面銜接了上冊的海洋主題。[3][12]
2. 等
寫於2008年，原先為收錄於袁泉專輯《Short Stay No.1 台北》（2008）的作品。歌曲名為〈等〉，所述卻並非全然被動，而是曖昧狀態中、悸動發生時，在被動與主動間擺盪進退的內心風景。編曲以吉他、貝斯為主；人聲配唱方面，則從起初探問般的輕柔內在低語，遞進到肯定明亮、宛如呼喚的聲音表情。[3][13]
3. 年輪說
寫於2015年，原先為收錄於楊丞琳專輯《年輪說》（2016）的作品。吳青峰收到demo時，原曲名是〈樹〉；雖然沒有聽清楚demo所唱的歌詞，「樹」的意象令吳青峰印象深刻，填詞時便由此開始發展畫面，以樹作為人的隱喻。編曲只用了人聲與鋼琴，以空曠的聽感描繪人回看生命時的孤獨空然。[3]
4. 困在
寫於2010年，原先收錄於魏如萱專輯《優雅的刺蝟》（2010）。作曲人是德國音樂人 Maximilian Hecker。編曲以氤氳的吉他殘響與鋼琴，重現了吳青峰聽曲寫歌時浮現的畫面：一片被霧籠罩的森林，與困在其中的人。[3][14]
5. 一點點
寫於2016年，原先為收錄於林宥嘉專輯《今日營業中》（2016）的作品。 本次發行的版本，用的是吳青峰接到填詞邀約後，聽了demo自由發揮所寫的初版歌詞（2016 年林宥嘉版的歌詞，則是隨後與林討論後重新改寫而成）[15]。青峰版的歌詞描寫長年待在土壤內的蟬，對於外在世界的膽怯猶疑，以及終於破土而出的無畏鳴放。編曲方面，前段後以不同的空間感處理人聲，勾勒還從滯留在土壤裡觀望，到下定決心鑽出土壤的心境轉折；後段電吉他與鼓聲的演奏，也隨著與人聲一同轉為激越躁動。[16]
6. 迷幻
寫於2012年，原先收錄於蔡依林專輯《Muse》（2012），是吳青峰首次嘗試舞曲風格的作品，概念源於蔡依林想要做一首獻給同志的歌。在本次發行的版本中，編曲始於單純的木吉他刷弦、表達對愛最純粹的目光，副歌則只保留人聲與鼓，一改人們對舞曲的既有印象。[17]
7. 月亮河
寫於2015年，原先為蔡康永執導的電影《吃吃的愛》（2017）插曲。蔡康永想將奧黛麗·赫本所唱的經典名曲〈Moon River〉改為中文版，放入正在製作的電影當中。有鑒於這首歌此前已有過多種版本的翻唱，製作人劉胡軼建議青峰應以「唱demo時的自在狀態」來演繹自己的版本。編曲以人聲、環境音、鋪墊在背景的遙遠琴音為架構，彷彿歌手夜裡行走、哼唱，沉浸於自己的創作世界中。[3][18]
8. 極光
寫於2012年，原先為收錄於蔡健雅專輯《天使與魔鬼的對話》（2013）的作品。蔡健雅在結束一場極光之旅後，向吳青峰描述自己的所見和感觸，並請他將之轉化為歌詞。寫歌當下還沒看過極光的青峰，便憑著蔡健雅的描述和自己的想像完成了歌詞。在曲目編排上，作為專輯的收尾，〈極光〉的歌詞恰能收束專輯所有歌曲描繪的人生風景。聽者如同在聽過上冊的海上故事集、踏過下冊的文字風景後，抵達了旅程的最終站。[19]

## 製作團隊
樂手

| - 吳青峰 － 演唱（全碟）、合聲（上冊1至3、5至6、8；下冊2、5至6、8）、合成器（上冊2） - 徐千秀 － 吉他（上冊3、5至6）、合成器（上冊3） - 李端嫻 － 合成器（上冊1） - 黃亮傑 － 鼓（上冊1、3至7） - 黃群翰 － Bass（上冊1、3至7） - 鍾承洋 － 吉他（上冊1、3至5、7至8）、合成器（上冊4） - 張少瑜 － 鋼琴（上冊1、5、7至8）、電鋼琴（上冊3）、合成器（上冊6） - 音樂工人 － 管樂（上冊1） - 鄧世偉 － 長號（上冊1） - 黃政憲 － 小號（上冊1） - 魯湘永 － 次中音薩克斯風（上冊1）、上低音薩克斯風（上冊1）、中音薩克斯風（上冊6） - 單為明 － 合成器（上冊2） - 黃少雍 － 合成器（上冊6） | - 蘇玠亘 － 合成器（上冊7） - 劉胡軼 － 合成器（下冊1）、鋼琴（下冊1、3至5、8） - 楊穎彪 － Bass（下冊1至2、4至6、8）、吉他（下冊2、4至6、8） - 武勇恆 － 鼓（下冊4至5、8）、打擊樂（下冊4至5、8） - 國際首席愛樂樂團 － 弦樂（下冊5） - 曜爆甘音樂工作室 － 弦樂 - 蔡曜宇 － 第一小提琴（上冊1、7）、小提琴（上冊3、6） - 朱奕寧 － 第一小提琴（上冊1、7）、小提琴（上冊6） - 駱思云 － 第二小提琴（上冊1、7）、小提琴（上冊6） - 黃雨柔 － 第二小提琴（上冊1、7）、小提琴（上冊6） - 甘威鵬 － 中提琴（上冊1、7） - 牟啟東 － 中提琴（上冊1、7） - 劉涵隱分子 － 大提琴（上冊1、6至7） - 葉欲新 － 大提琴（上冊1、7） |

製作
| - 吳青峰 － 作曲（上冊1至8）、作詞（下冊1至8）、合聲編寫（上冊1至3、5至6、8；下冊2、5至6、8）、人聲錄音（全碟）、編曲（上冊2）、聲音設計（下冊5） - 徐堰鈴 － 作詞（上冊1至2） - 周藍萍 － 作曲（上冊1） - 徐千秀 － 製作（上冊1至8）、編曲（上冊3、6）、弦樂編曲（上冊3）、管弦樂編曲（上冊6） - 李端嫻 － 編曲（上冊1）、管弦樂編曲（上冊1）、混音（上冊1） - 鍾承洋 － 編曲（上冊4至5、7至8） - 單為明 － 樂器錄音（上冊1至8）、弦樂錄音（上冊1、3、6至7）、檔案編輯（上冊1至8）、混音（上冊2、4、6） - 于世政 － 錄音助理（上冊1至8） - 吳育彰 － 管樂錄音（上冊1、6） - Randy Merrill － 母帶（上冊1至8） - 李格弟 － 作詞（上冊3至4、7至8） - 樊乃綱 － 混音（上冊3、5、7） - 黎煥雄 － 作詞（上冊5） - 鴻鴻 － 作詞（上冊6） - 黃文萱 － 混音（上冊8） - 沈冠霖 － 混音助理（上冊8） | - 蘇珮卿 － 作曲（下冊1） - Old Laphroaig － 製作（下冊1、7）、編曲（下冊1） - 劉胡軼 － 檔案編輯（下冊1至8）、製作（下冊2至6、8）、編曲（下冊2至6、8）、弦樂監製（下冊5） - 楊穎彪 － 編曲（下冊2、4至6、8）、聲音設計（下冊7） - 全相彥 － 混音（下冊1至3、6至7）、母帶（下冊1至8） - 周靜 － 製作協力（下冊1至2、4至8） - 伍家輝 － 作曲（下冊2） - 鄭宇界 － 作曲（下冊3） - 周天澈 － 鋼琴錄音（下冊3） - Maximilian Hecker － 作曲（下冊4） - 李楊 － 鼓、打擊樂錄音（下冊4至5、8）、木吉他錄音（下冊5至6、8） - 李游 － 鼓、打擊樂錄音（下冊4至5、8）、混音（下冊4至5、8） - 邢銅 － 木吉他錄音（下冊5至6、8） - 林宥嘉 － 作曲（下冊5） - 李朋 － 弦樂監製（下冊5） - 江松松 － 弦樂錄音（下冊5） - Udo Peter Mike Mechels － 作曲（下冊6） - Rike Boomgaarden － 作曲（下冊6） - Mikko Tamminen － 作曲（下冊6） | - Henry Mancini － 作曲（下冊7） - John Mercer － 作曲（下冊7） - 全相彥 － 環境錄音師（下冊7） - 梁博 － 製作協力（下冊7） - 蔡健雅 － 作曲（下冊8） - 錄音室 - 青Home（全碟） - Lights Up Studio（上冊1至8） - Insert Studio（上冊1、6） - Studio21A（下冊3） - 55Tec Studio（下冊4至6、8） - 北京唱片廠錄音棚（下冊5） - 混音室 - Lights Up Studio（上冊2、4、6） - 有禾錄音室（上冊3、5、7） - Purring Sound Studio（上冊8） - OKmastering Studio（下冊1至3、6至7） - 55Tec Studio（下冊4至5、8） - 母帶 - Sterling Sound（上冊1至8） - OKmastering Studio（下冊1至8） |

《冊葉小事》
| - 吳青峰 － 作者 - 徐千秀 － 製作 - 劉胡軼 － 製作 | - 張少瑜 － 採譜、改編 - 登曼波 － 攝影 | - 林建文@波文映畫社 － 攝影 - 謝富琇 － 設計 |

## 音樂錄影帶
延續《冊葉一：一與一》上下冊的概念，分別由黃中平、涂皓欽、陳珊妮、吳仲倫執導來自上、下冊歌曲之音樂錄影帶。
| 歌名             | 導演   | 首播日期       | 附註 |
| 費洛蒙小姐       | 黃中平 | 2020年9月8日   | MV的製作圍繞著這首歌與劇場的淵源。MV本身由黃中平執導拍攝，腳本創意來自劇場導演黎煥雄，女主角「費洛蒙小姐」則由既是劇場導演也是電影演員的陳雪甄出演。MV中的群舞段落，也刻意邀來新生代的舞者與劇場演員共同呈現。 |
| 最難的是相遇     | 黃中平 | 2020年9月18日  | 企劃和腳本刻意與2014年許茹芸版的MV相連結，除了找回該版MV的導演黃中平、男主角莫子儀，也再加上〈費洛蒙小姐〉的女主角陳雪甄共同演繹。 |
| 沙灘上的佛洛一德 | 黃中平 | 2020年12月20日 | 陳竹昇、陳雪甄特别演出。 |
| 穿牆人           | 涂皓欽 | 2020年10月16日 | |
| 低低星垂         | 涂皓欽 | 2020年10月16日 | |
| 阿兹海默         | 涂皓欽 | 2020年10月16日 | |
| 我會我會         | 涂皓欽 | 2020年10月16日 | |
| 柔软             | 涂皓欽 | 2020年10月16日 | |
| 一點點           | 陳珊妮 | 2020年10月27日 | 徐千秀特別演出。 |
| 迷幻             | 陳珊妮 | 2020年11月13日 | MV以每秒可拍攝1000幀的高速攝影機拍攝而成。高速攝影呈現出時間凝結、如同畫作的畫面，邀請觀者專注看見每一位MV演出者的獨特樣貌。呼應歌曲主題，邀來多位以其獨特故事知名於網路社群的話題人物特別出演，包括：偽娘織田紀香、鋼鐵女孩稅尹、Coser兼插畫家楊哲、萬秀洗衣店的祖孫（萬吉阿公、秀娥阿嬤、金孫張瑞夫）、男同志情侶陳冠宏與郭念修、賈培德、椅人何秉錡、健身教練Sammy、女同志伴侶Vivian與Corrine與女兒脆瓜。 |
| 年輪說           | 陳珊妮 | 2020年12月4日  | 朱軒洋、廖宸頤特别演出。 |
| 極光             | 吳仲倫 | 2020年11月13日 | |
| 等               | 吳仲倫 | 2020年11月13日 | |
| 困在             | 吳仲倫 | 2020年11月13日 | |
| 寧靜海           | 吳仲倫 | 2020年11月13日 | |
| 月亮河           | 吳仲倫 | 2020年11月13日 | |

## 發行版本
| 地區 | 發行日期       | 發行形式                    | 唱片公司 | 產品編號 |
| ---- | -------------- | --------------------------- | -------- | -------- |
| 台灣 | 2020年11月13日 | 預購版（2-CD+《冊葉小事》） | 環球音樂 | 3531167  |
| 台灣 | 2020年11月13日 | 正式版                      | 環球音樂 | 3531168  |
| 台灣 | 2020年11月13日 | 數位                        | 環球音樂 | 不適用   |

## 演唱會
配合新專輯訊息的發布，本次舉辦了《16葉》Legacy演唱會，從2020年10月16日起至2020年11月8日期間，在台北Legacy連續演出16場，並由陳珊妮擔任演唱會創意總監。
專輯發行後另於2020年11月14、15日，舉辦兩場《上下冊》淡水雲門劇場演唱會，完整呈現新專輯《冊葉一：一與一》概念。本場演出不直接對外售票，僅參與專輯預購的樂迷，可憑預購序號報名抽門票。

## 獎項紀錄
| 年份 | 獎項名稱     | 提名獎項           | 提名作品            | 頒獎結果 |
| ---- | ------------ | ------------------ | ------------------- | -------- |
| 2021 | Hit FM       | Hit FM年度十大專輯 | 《冊葉一 ：一與一》 | 獲獎     |
| 2021 | 第32屆金曲獎 | 最佳華語男歌手獎   | 《冊葉一 ：一與一》 | 提名     |